# Връстнички
„Връстнички“ (на руски: Сверстницы) е съветска драма от 1959 година, заснета от Мосфилм.

## Сюжет
Края на петдесетте години на XX век. Трите връстнички, приятелки и съученички Света, Таня и Кира завършват училище и поемат по своя път в живота. Скромната Татяна (Лидя Федосеева) постъпва в медицинския факултет на Медицинския университет. Красавицата Кира (Маргарита Кошелева) я приемат в актьорския факултет на Театралното училище. Палавата Светлана (Людмила Крилова) не успява да постъпи във ВУЗ, за което се страхува да разкаже на приятелките си. Девизът на Светлана е: живей за собствено удоволствие, живей на гърба на другите, загърбвайки всички задължения. Всеки делничен ден Света се отправя на училище, но в крайна сметка убива времето си в съмнителни компании. Но другарския съд и неочакваната смърт на баща и принуждават Светлана да напусне родния дом и да започне самостоятелен живот. А любовта и към директора на завода за часовници я кара да преосмисли възгледите си за живота...

## В ролите
- Лидя Федосеева като Татяна
- Людмила Крилова като Светлана
- Маргарита Кошелева като Кира
- Владимир Костин като Василий
- Всеволод Сафонов като Аркадий
- Кирил Столяров като Юрочка
- Владимир Корецкий като Глеб
- Николай Лебедев като бащата на Светлана
- Сергей Вечьослов като професор Алексей Аркадиевич
- Гарен Жуковская като майката на Кира
- Николай Бубнов като бащата на Кира
- Александра Панова като лелята на Светлана
- Едуард Бредун като председателя на районния комитет
- Иван Кузнецов като Веткин
- Клавдия Блохина като Оля Аксьонова
- Любов Студнева като майката на Глеб
- Николай Сморчков като студента Аникин
- Николай Чистяков като съседа на Татяна
- Владимир Висоцки като Петя
- Александър Демяненко като фотографа
- Анна Заржицкая като работничката на конвейера за часовници
- Валентина Хмара като състудентката на Татяна

## Интересни факти
Филмът е дебют в киното, макар и в епизодична роля за Владимир Висоцки.